# Колесниковка (Северо-Казахстанская область)
Колесниковка (каз. Колесниковка) — село в Айыртауском районе Северо-Казахстанской области Казахстана. Входит в состав Елецкого сельского округа. Код КАТО — 593240500.

## Население
В 1999 году население села составляло 146 человек (75 мужчин и 71 женщина). По данным переписи 2009 года, в селе проживало 73 человека (37 мужчин и 36 женщин).